# Молдавија на Дечјој песми Евровизије
Молдавија на избору за Дечју песму Евровизије је дебитовала 2010. године.
Дана 30. јула 2010. молдавијска тв-станица TRM је најавила да учествује на Дечјој песми Евровизије.

## Такмичари
| Година    | Извођач(и)       | Песма            | Пласман          | Поени            |
| --------- | ---------------- | ---------------- | ---------------- | ---------------- |
| 2010      | Ștefan Roșcovan  | Ali Baba         | 8                | 54               |
| 2011      | Lerika           | No, no           | 6                | 78               |
| 2012      | Denis Midone     | Toate vor fi     | 10               | 52               |
| 2013      | Rafael Bobeica   | Cum să fim       | 11               | 41               |
| 2014–2025 | Није учествовала | Није учествовала | Није учествовала | Није учествовала |

## Историја гласања
Молдавија је највише поена дао...
| Ранг | Држава     | Бод |
| ---- | ---------- | --- |
| 1    | Србија     | 12  |
| 2    | Јерменија  | 10  |
| 3    | Литванија  | 8   |
| 4    | Русија     | 7   |
| 5    | Белорусија | 6   |

Молдавија је највише бодова добио...
| Ранг | Држава     | Бод |
| ---- | ---------- | --- |
| 1    | Малта      | 12  |
| 2    | Јерменија  | 7   |
| 3    | Литванија  | 6   |
| =    | Грузија    | 6   |
| 4    | Русија     | 5   |
| 5    | Белорусија | 2   |
| =    | Летонија   | 2   |
| =    | Шведска    | 2   |